# Platydesmus mesomelas
Platydesmus mesomelas är en mångfotingart som beskrevs av Pocock 1903. Platydesmus mesomelas ingår i släktet Platydesmus och familjen Platydesmidae. Inga underarter finns listade i Catalogue of Life.